# 시부야 센터 거리

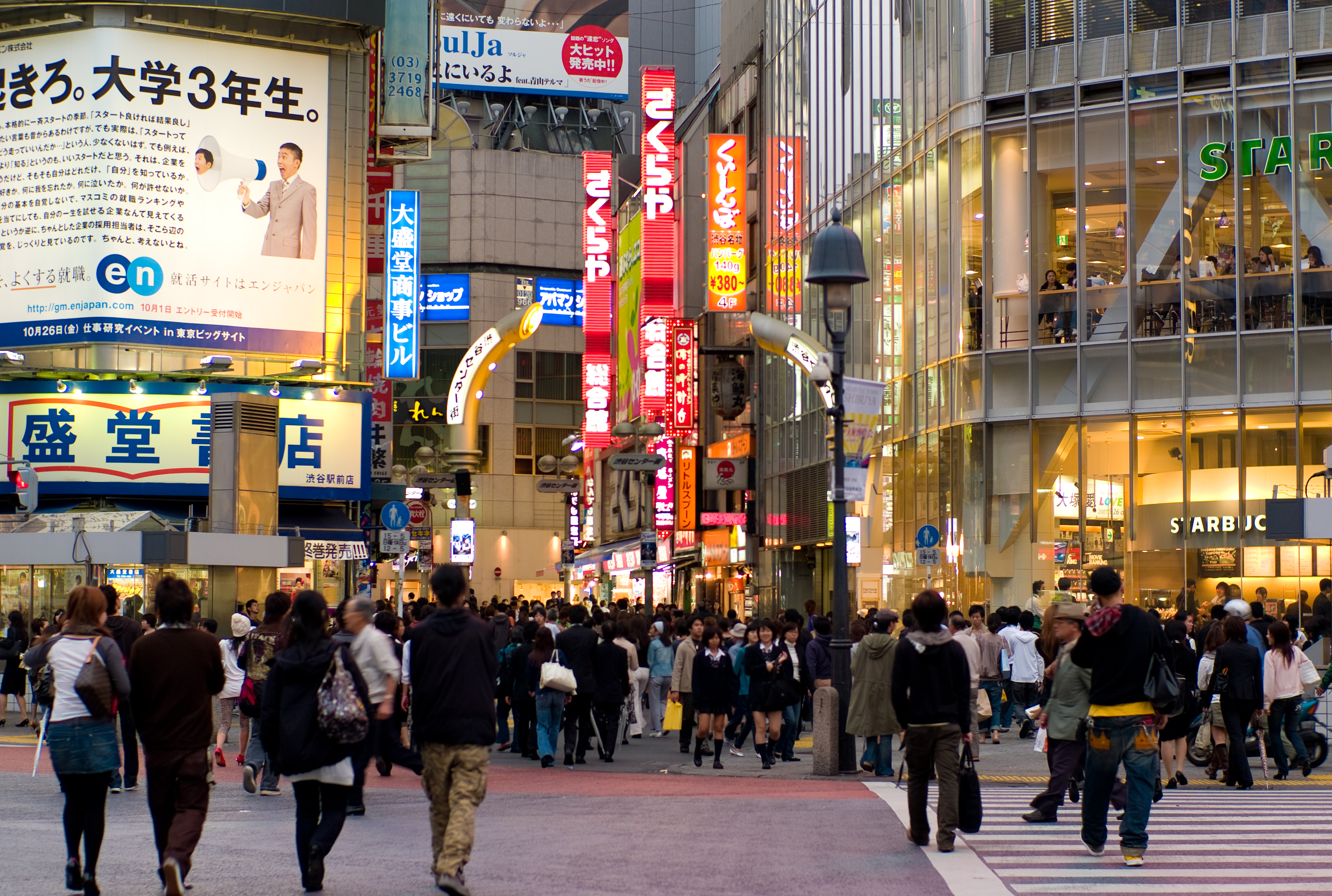
시부야 센터 거리

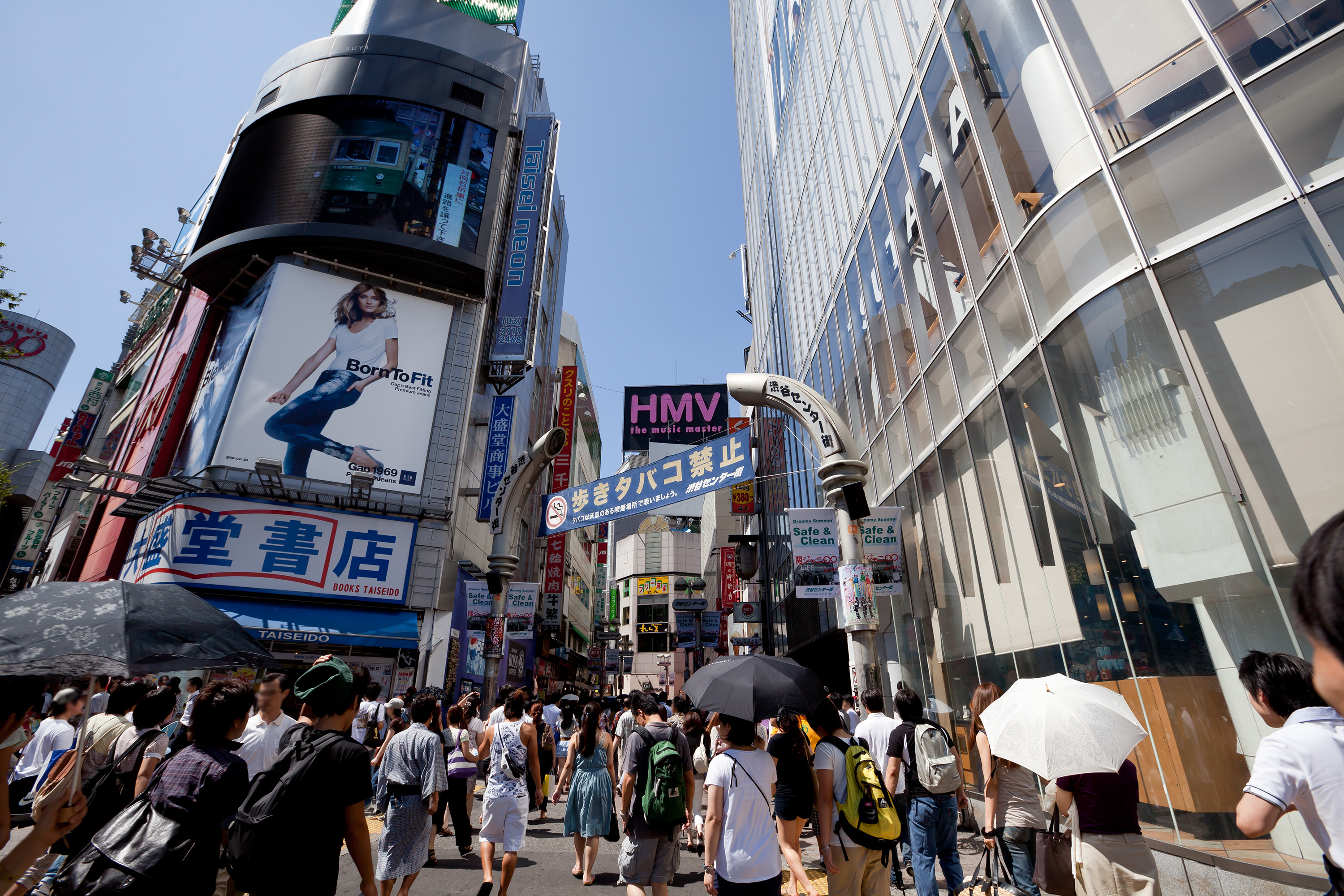
시부야 센터 거리 입구 (2010년)

시부야 센터 거리(渋谷センター街)는 일본 도쿄도 시부야에 있는 거리로, 분카무라와 이노카시라도리 사이에 있는 길거리로 시부야역 앞 교차로에서 도큐 백화점 본점까지 약 350m 길이의 거리이다. 이곳에는 수많은 식당과 패스트푸드점, 대형 레코드 매장 등 다양한 업종의 가게가 영업중에 있으며, 청소년층을 비롯한 젊은층의 통행이 주를 이룬다. 줄임말로 '센터 거리' (センター街)라 부르는데, 이 이름이 어디서 유래됐는지에 대해선 공식적으로 밝혀진 바가 없고, 일반적으로는 '시부야의 중심, 센터'라는 의미에서 붙여진 것이란 해석이다.

## 역사
시부야 센터거리는 시부야 일대에 흐르던 우다가와 천 (宇田川)을 지하도랑으로 내면서 만들어진 길이다. 원래 이 일대는 주택과 상점이 밀접해 있던 동네로, 지금의 시부야 교차로 방면과 직접 연결되는 도로는 없었으며 1955년 구획정리 사업이 시작되고 나서야 지금의 모습을 갖추었다고 한다.
1997년 6월 20일 제7호 태풍 '오팔'이 일본 간토 지방에 상륙하면서, 센터거리 입구에 설치되어 있던 무게 4톤짜리 옛 아케이드 간판이 강풍으로 무너지면서, 그곳을 지나던 행인 몇 명이 깔리고 남성 한 명이 사망하는 사고가 발생했다.
2011년 9월 26일, 센터거리의 메인 거리를 '바스켓 스트리트' (バスケットボールストリート)로 개명하였다. 한때 센터거리가 날라리 젊은이들이 모이는 곳으로 유명했고 수상한 외국인들도 모습을 보이며 범죄 위험성이 증가하자, 경찰의 단속 강화와 순찰대의 치안 유지, 미화 운동 등을 거쳐 안전성을 확보하였지만, 여전히 '무섭고 위험한 동네'라는 이미지가 남아 있다는 것이 개명의 계기였다. '바스켓'이라는 이름을 붙인 이유는 젊은층이 갖고 있는 '열정'과 '에너지'를 깨끗한 이미지의 '스포츠'와 결부지었고, 시부야의 '젊음, 패션, 음악, 문화, 국제성'이란 특색을 모두 표현할 수 있는 것은 '농구'라는 판단에서였다고 한다. 또 센터거리를 따라가다 보면 일본의 농구 성지로 알려진 국립 요요기 경기장 제2체육장과 이어지기 때문이라는 이유도 있었다.
2013년 8월 18일, 센터거리의 메인 거리에 남아있던 최후의 게임 센터였던 시부야 센터가 폐업하면서, 아케이드 게임이 설치된 게임 센터는 단 한 곳도 남아있지 않게 되었다. 단, 센터거리 일대 전 지역으로 확대하면 이노카시라 대로의 아도어즈 시부야점 등 게임센터가 완전히 자취를 감춘 것은 아니다.

## 같이 보기
- 시부야계
- 갸루 - 이곳에서 유래한 일본 패션 문화.